# جون ويتمر
جون ويتمر هو مغني كندي، ولد في 1 فبراير 1951، وتوفي في 3 يوليو 2004.